# Биг-Лейк (тауншип, Миннесота)
Биг-Лейк (англ. Big Lake) — тауншип в округе Шербурн, Миннесота, США. На 2000 год его население составило 6785 человек.

## География
По данным Бюро переписи населения США площадь тауншипа составляет 113,5 км², из которых 109,6 км² занимает суша, а 3,9 км² — вода (3,45 %).

## Демография
По данным переписи населения 2000 года здесь находились 6785 человек, 2106 домохозяйств и 1821 семья. Плотность населения — 61,9 чел./км². На территории тауншипа расположено 2165 построек со средней плотностью 19,8 построек на один квадратный километр. Расовый состав населения: 98,31 % белых, 0,18 % афроамериканцев, 0,24 % коренных американцев, 0,37 % азиатов, 0,12 % c Тихоокеанских островов, 0,35 % — других рас США и 0,44 % приходится на две или более других рас. Испанцы или латиноамериканцы любой расы составляли 0,90 % от популяции тауншипа.
Из 2106 домохозяйств в 51,1 % воспитывались дети до 18 лет, в 78,5 % проживали супружеские пары, в 4,9 % проживали незамужние женщины и в 13,5 % домохозяйств проживали несемейные люди. 8,7 % домохозяйств состояли из одного человека, при том 2,0 % из — одиноких пожилых людей старше 65 лет. Средний размер домохозяйства — 3,20, а семьи — 3,42 человека.
33,5 % населения — младше 18 лет, 6,5 % — в возрасте от 18 до 24 лет, 35,2 % — от 25 до 44, 20,4 % — от 45 до 64, и 4,3 % — старше 65 лет. Средний возраст — 33 года. На каждые 100 женщин приходилось 103,0 мужчин. На каждые 100 женщин старше 18 приходилось 103,9 мужчин.
Средний годовой доход домохозяйства составлял 65 185 долларов, а средний годовой доход семьи — 66 096 долларов. Средний доход мужчин — 42 437 долларов, в то время как у женщин — 29 884. Доход на душу населения составил 22 418 долларов. За чертой бедности находились 0,4 % семей и 1,2 % всего населения тауншипа, из которых 2,4 % старше 65 лет.